# Mauremys annamensis
La tartaruga palustre del Vietnam (Mauremys annamensis Siebenrock, 1903) è una rarissima specie di tartaruga della famiglia dei Geoemididi.

## Descrizione
Il carapace, lungo circa 200 mm, presenta tre carenature ed è di colore marrone. Il piastrone è giallo-arancione con macchie nere su ogni scuto. Sulla testa, che ha un colore di fondo marrone scuro, sono presenti tre o quattro striature gialle che si estendono fino alla base del collo. Poco si sa circa il suo comportamento e la sua biologia in natura a causa della sua estrema rarità. Si tratta di una specie semi-acquatica e onnivora che si nutre di frutta, pesci e invertebrati. Si alimenta sia di giorno che di notte, anche se generalmente è più attiva nelle ore notturne, rimanendo ben nascosta tra la vegetazione durante il giorno. La femmina scava una buca nel terreno in cui depone le uova; l'incubazione dura circa 80-90 giorni.

## Distribuzione e habitat
La sua distribuzione è ristretta a una piccola area del Vietnam centrale. È una specie molto rara, la cui presenza in natura non è stata registrata per ben 65 anni, e vive in paludi di aree pianeggianti, risaie e piccoli corsi d'acqua.

## Conservazione
Purtroppo, l'area di distribuzione della specie, già di per sé ristretta, coincide con zone privilegiate per la produzione di riso. Vaste aree del Vietnam centrale vengono continuamente trasformate per far fronte all'espansione agricola e allo sviluppo. La tartaruga palustre del Vietnam è inoltre costantemente minacciata dalla caccia e dal commercio illegale. È molto richiesta nei mercati cinesi, sia come fonte alimentare sia per la medicina tradizionale. È protetta dalla legge sulla protezione della fauna selvatica del Vietnam ed è inserita nell'Appendice II CITES. Sono stati avviati programmi di allevamento in cattività che coinvolgono studenti e universitari per contribuire a rafforzare la consapevolezza locale sulla situazione di pericolo in cui si trova questa tartaruga.